# Lucan Bridge
Die Lucan Bridge (irisch Droichead Leamhcáin) ist eine 1814 fertiggestellte Straßenbrücke über den Fluss Liffey in Lucan im County South Dublin, Irland. Die Brücke gilt als Steinbogenbrücke mit der größten Spannweite in Irland.
Seit dem 12. Jahrhundert stand eine Brücke in Lucan, sie wurde aber immer wieder von Hochwasser weggetragen. Der letzte Vorgänger der heutigen Brücke war eine 1805 errichtet Holzbrücke. Nachdem 1811 ein Torffuhrwerk die Brüstung durchschlagen hatte und in den Fluss gestürzt war, wurde der Ruf nach einer neuen Brücke lauter, vor allem auch in Anbetracht der hohen zu entrichtenden Brückenmaut.
Die im November 1813 eröffnete Brücke mit 32 m Stützweite mit ovalen Bogen ist aus Quadermauerwerk erstellt. Das gusseiserne Geländer wurde erst 1814 angebracht. Die Brücke hat über die Jahre ihr ursprüngliches Aussehen behalten und wurde 2011 das letzte Mal saniert.